# Liste des épisodes de Kuruluş: Osman
La liste des épisodes de Kuruluş: Osman (Establishment Osman), série télévisée turque, est diffusée depuis le 20 novembre 2019.

## Panorama des saisons
| Saison | Nombre d’épisodes | Diffusion originale | Diffusion originale | Diffusion originale | Diffusion originale            |
| Saison | Nombre d’épisodes | Années              | Début de saison     | Fin de saison       | Audience moyenne (en millions) |
| ------ | ----------------- | ------------------- | ------------------- | ------------------- | ------------------------------ |
| 1      | 27                | 2019-2020           | 20 novembre 2019    | 24 juin 2020        | 12.67,                         |
| 2      | 37                | 2020-2021           | 7 octobre 2020      | 23 juin 2021        |                                |
| 3      | -                 | 2021-2022           | octobre 2021        | En cours            |                                |

## Liste des épisodes

### Première saison (2019-2020)
Composée de vingt-sept épisodes, la saison a été diffusée du 20 novembre 2019 au 24 juin 2020 sur ATV, en Turquie.
1. Établissement Osman (Kuruluş Osman)
2. Heure d'établissement (Kuruluş Vakti)
3. Feu de fondation (Kuruluş Atesi)
4. Signifie patrie (Vatan Demek)
5. Légende de l'organisation (Kuruluş Destani)
6. Cette maison est la nôtre (Bu Yurt Bizim)
7. Fondation Osman Time (Kuruluş Osman Vakti)
8. Le but de la Turquie (Türkün Gayesi)
9. Justice (Adalet)
10. Sehitler Askina (Sehitler Askina)
11. Turc moyen (Türk Demek)
12. Osman Bey (Osman Bey)
13. Patrie (Vatan)
14. Mourir un Turc (Türk Ölmak)
15. Les martyrs ne meurent pas (Sehitler Ölmez)
16. La capitulation turque ne meurt pas (Türk Teslim Ölmaz)
17. Une nouvelle commande (Yeni Bir Nizam)
18. Nous serons un (Bir Olacagiz)
19. Nous réussirons (Basaracagiz)
20. Nous écrirons des épopées (Destanlar Yazacağız)
21. Esprit de la Fondation (Kuruluş Ruhu)
22. Fais de beaux rêves (Kutlu Rüya)
23. Bonne route (Kutlu Yol)
24. La victoire appartient à la nation (Zafer Milletindir)
25. Notre pays (Bizim Vatanımız)
26. Notre amour patrie (Vatan Sevdamız)
27. Jour de la victoire (Zafer Günü)

### Deuxième saison (2020-2021)
La deuxième saison est diffusée du 7 octobre 2020 au 23 juin 2021 sur ATV, en Turquie.
1. Fondation Osman Nouvelle saison (Kuruluş Osman Yeni Sezon)
2. Laisse notre état exister (Devletimiz Var Olsun)
3. Temps de jouet (Toy Zamanı)
4. Notre raison d'être (Varlık Gayemiz)
5. Route vers la pomme rouge (Yol Kızıl Elmaya)
6. Épopée de la résurrection (Diriliş Destanı)
7. Heure d'établissement (Kuruluş Zamanı)
8. Notre amour pour la patrie (Vatan Sevgimiz)
9. Fondation (Kuruluş)
10. Victoire du Turc (Türkün Zaferi)
11. Il est temps de devenir un grand État (Büyük Devlet Olma Vakti)
12. Le sultan des vétérans s'en va (Gaziler Sultanı Gidiyor)
13. Bey Osman (Bey Osman)
14. Le coût de la trahison (İhanetin Bedeli)
15. Ottomans (Osmanlılar)
16. Bannière de conquête (Fetih Sancağı)
17. Nous donnons la vie, nous n'avons pas de dortoir (Can Verir Yurt Vermeyiz)
18. De la victoire à la victoire (Zaferden Zafere)
19. Les traîtres seront nettoyés (Hainler Temizlenecek)
20. Dortoir des martyrs (Şehitler Yurdu)
21. Le héros donne la vie (Kahraman Can Verir)
22. Si nous sommes l'unité (Birlik Olursak)
23. Nous sommes sur les traces du suspect (Şühedanın İzindeyiz)
24. Fin de la victoire sur la route (Yolun Sonu Zafer)
25. Osman Bey (Osman Bey)
26. Traître sans pitié (Hain Merhamet Olmaz)
27. La victoire est votre droit (Zafer Hakkındır)
28. Justice turque (Türkün Adaleti)
29. Pour notre état (Devletimiz İçin)
30. Il y a de la miséricorde ensemble (Birlikte Rahmet Var)
31. Osman Bey (Osman Bey)
32. Il est temps d'être un (Bir Olma Vakti)
33. Bamsı Bey (Bamsı Bey)
34. Ottomans (Osmanlılar)
35. La victoire est à nous (Zafer Bizimdir)
36. Le cas du Turc (Türkün Davası)
37. Avant la mort du dernier Turc (Son Türk Ölmeden)

### Troisième saison (2021-2022)
La troisième saison se diffusera en octobre 2021 sur ATV, en Turquie.